# Органы опеки и попечительства в Российской Федерации
О́рган опе́ки и попечи́тельства (орган опеки) в России — орган государственной исполнительной власти субъекта Российской Федерации, на который возложены функции по опеке и попечительству. Действуют в рамках федерального закона «Об опеке и попечительстве», который в редакции 2009 года позволяет передавать данные функции органам местного самоуправления (ст. 6, п. 1).
Обязанности и права органа опеки распространяются на сферу взаимоотношений, связанных в первую очередь с опекой и попечительством над несовершеннолетними, оставшимися без попечения родителей, а также совершеннолетними недееспособными (ограниченно дееспособными) лицами.
К функциям органов опеки и попечительства относятся также надзор за правами несовершеннолетних (в том числе и имеющих родителей), урегулирование споров между родителями, отнесённых к компетенции органов опеки (споры о воспитании детей, об установлении имени ребёнка и некоторые другие), контроль за управлением имуществом подопечных и некоторые другие вопросы.
Российское законодательство защищает права несовершеннолетних детей и при проведении сделок с недвижимостью, в том числе и ипотечных сделок. Такая защита приводит к небольшим ограничениям при проведении сделок и необходимости совершать дополнительные действия. Эти действия заключаются в необходимости согласования сделки с органами опеки и попечительства.
Органы опеки и попечительства вправе отбирать детей у любых лиц, включая родителей, для защиты жизни и здоровья ребёнка, выявляют детей, оставшихся без попечения родителей, осуществляют устройство таких детей в семьи или специализированные учреждения. Органы опеки и попечительства дают гражданам заключения о возможности быть усыновителями, опекунами, приёмными родителями, патронатными воспитателями.
Органы опеки и попечительства, как правило, имеют территориальные подразделения в каждом муниципальном районе (либо во внутригородском муниципальном образовании).